# Söderpojkar
Söderpojkar är en svensk komedifilm från 1941 baserad på Erik Asklunds roman Fanfar med fem trumpeter.

## Handling
Några arbetslösa musiker spelar på gårdarna på Söder. En dag får de engagemang på en danssalong, men i sista stund beslutar sig innehavarinnan för att lägga ner verksamheten. Hon övertalas till att öppna igen och så ändrar hon sig fram och tillbaka under hela filmen.

## Om filmen
Filmen spelades in 1940 i Stockholm. Den hade premiär den 31 januari 1941 och har även visats på SVT.
Vid filmgranskningen den 27 juli 1941 sattes åldersgränsen till 15 år. Tre dagar senare granskades filmen på nytt efter att ha klippts från 2950 meter till 2690 meter, filmen blev då barntillåten.

## Rollista (urval)
- Tollie Zellman - fru Maja Bergqvist
- Eva Henning - Harriet Ekberg
- Siv Ericks - Amy Munter, kaféservitris
- Ingrid Foght - Siri Lövgren, Maja Bergqvists unga släkting
- Stina Sorbon - Stina Bergman, sångerska
- Elof Ahrle - Kalle Munter, Amys bror, musiker (slagverk)
- Nils Kihlberg - Bertil "Berra" Lind, musiker (kapellmästare)
- Åke Grönberg - Tjabo Bergström, musiker (basist)
- Åke Engfeldt - Olle Holmgren, musiker (violinist)
- Karl Erik Flens - Mosse Svensson, musiker (gitarrist)
- John Botvid - John Filén, vaktmästare på Siam
- Pierre Colliander - musiker (klarinettist)
- Olle Lindholm - musiker (pianist)

### Ej krediterade (urval)
- John Norrman - byggnadsarbetare
- Helge Karlsson - ena detektiven
- Helge Mauritz - andra detektiven
- Carl Ericson - äldre man på kaféet
- Gerd Mårtensson - Snöret
- Ingeborg Strandin - fru Olsson, kaféinnehavarinnan
- Carla Eck - Gullet
- Majken Torkeli - Grynet
- Magnus Kesster - direktör Lindkvist
- Börje Mellvig - Kurre, Harriets sällskap
- Gabriel Rosén - en man som besvärar Harriet på restaurangen
- Walter Lindström - hans kamrat
- Gösta Bodin - en dansande
- Erik Johansson - gäst på kaféet
- Signe Lundberg-Settergren - fru Munter, Kalles och Amys mor
- Tage Linde - hovmästaren på nattklubben
- Hilmer Peters - pianostämmaren
- Folke Algotsson - rockvaktmästaren på Siam
- Ingemar Holde - dansande gäst på Siam
- Olle Janson - en ung man på Harriets party
- Bertil Berglund - en man på efterfesten
- Yngwe Nyquist - sekreteraren på Musikerförbundet
- David Erikson - tjänsteman på Musikerförbundet
- Evert Granholm - konferenciern på Auditorium
- Sven Hedberg - trombonist i Bertils orkester på Auditorium
- Charlie Norman - dansande gäst på Siam
- Ernst Brunman - gäst på Siam

## Musik i filmen
- ''När Söder spelar opp, musik Kai Gullmar, text Gösta Stevens, sång Åke Grönberg, Elof Ahrle och Siv Ericks
- Two Lonesome People, musik Arthur Österwall, instrumental
- Sista skriket, musik Kai Gullmar, text Nils Perne, sång Stina Sorbon
- Från mej till dej, musik Kai Gullmar, text Nils Perne, sång Nils Kihlberg
- Vi lossa sand, instrumental
- Morgondagens melodi, musik Kai Gullmar, text Nils Perne, sång Stina Sorbon
- Vad säger du då?, musik Miff Görling, text Nils Perne
- Ja, må han leva!
- Som en stilla melodi, musik Miff Görling, instrumental
- Sju vackra flickor i en ring kring mej, musik Kai Gullmar, text Gösta Stevens, sång Elof Ahrle
- Cubana, musik Kai Gullmar, instrumental